# Āftābeh
Āftābeh (persiska: آفتابه, اَوتَفَ) är en ort i Iran.   Den ligger i provinsen Ardabil, i den nordvästra delen av landet, 400 km nordväst om huvudstaden Teheran. Āftābeh ligger 1 795 meter över havet och antalet invånare är 143.
Terrängen runt Āftābeh är lite bergig. Runt Āftābeh är det ganska glesbefolkat, med 38 invånare per kvadratkilometer. Närmaste större samhälle är Nīlaq, 4,5 km nordost om Āftābeh. Trakten runt Āftābeh består i huvudsak av gräsmarker.